# Areografija
Areografija ("Marsov zemljopis", "Marsova geografija"), podrazumijeva razgraničenje i karakterizaciju područja na Marsu. Areografija je uglavnom usmjerena na ono što se na Zemlji naziva fizička geografija ili fizikalni zemljopis; to je raspodjela fizičkih obilježja preko Marsa i njihovih kartografskih prikaza.

## Povijest
Prva detaljna opažanja Marsa bila su sa zemaljskih teleskopa. Povijest ovih promatranja obilježena je Marsovim opozicijama, kada je planet najbliži Zemlji i stoga je tada najlakše vidljiv, što se događa svakih nekoliko godina. Još su zapaženije Marsove perihelske opozicije koje se javljaju otprilike svakih 16 godina, a razlikuju se po tome što je Mars najbliži Zemlji, a Jupiterov perihel ga čini još bližim Zemlji. 
U rujnu 1877. (perihelska opozicija Marsa dogodila se 5. rujna) talijanski astronom Giovanni Schiaparelli objavio je prvu detaljnu kartu Marsa. Te su mape osobito sadržavale značajke koje je nazvao canali ("kanali"), za koje je kasnije pokazano da su optička iluzija. Ti su kanali bili navodno duge ravne linije na površini Marsa kojima je dao imena poznatih rijeka na Zemlji. Njegov je izraz popularno pogrešno označen kao umjetni kanali, pa je tako započela kontroverza Marsovskih kanala. 
Slijedom ovih promatranja, dugo je vladalo uvjerenje da Mars sadrži ogromna mora i vegetaciju. Tek kad su svemirske letjelice Mariner posjetile Mars tijekom šezdesetih godina prošlog stoljeća, ti su mitovi srušeni. Neke karte Marsa izrađene su korištenjem podataka iz tih misija, ali tek nakon što je 1996. pokrenuta misija Mars Global Surveyor, koja je završena krajem 2006., dobivene su kompletne, izuzetno detaljne karte. Te su karte sada dostupne putem Interneta na http://www.google.com/mars/.

## Topografija
S obzirom na to da se radi o planetu, areografija se znatno razlikuje. Međutim, dihotomija marsovske topografije je upečatljiva: sjeverne ravnice sravnjene tokovima lave su u kontrastu s južnim visoravnima, nasute i okružene drevnim utjecajima. Površina Marsa, gledana sa Zemlje, prema tome je podijeljena u dvije vrste područja, s različitom albedom. Blijede ravnice prekrivene prašinom i pijeskom bogatim crvenkastim željeznim oksidima nekoć su se smatrale marsovskim „kontinentima“ i dobivale su im imena poput Arabia Terra (zemlja Arabija) ili Amazonis Planitia (Amazonska ravnica). Smatralo se da su tamne osobine mora, odatle su i njihova imena Mare Erythraeum, Mare Sirenum i Aurorae Sinus. Najveće tamno obilježje koje se vidi sa Zemlje je Syrtis Major Planum. 
Štitasti vulkan, Olympus Mons (Planina Olimp), diže se 22 km iznad okolnih vulkanskih ravnica i najviša je poznata planina na bilo kojem planetu Sunčevog sustava. Nalazi se u golemom planinskom području pod nazivom Tharsis, na kojem se nalazi nekoliko velikih vulkana. Područje Tharsisa također posjeduje i najveći kanjon sustav Sunčevog sustava, Valles Marineris ili dolinu Mariner, a ona je 4.000  km duga i 7 km duboka. Mars je također preplavljen bezbrojnim udarnim kraterima. Najveći od njih je udarni bazen Hellas planitia. Zainteresiranima je dostupan dugačak popis kratera na Marsu. 
Mars ima dvije trajne polarne ledene kape; sjeverna kapa se nalazi u ravnici Boreum, a južna na Planum Australe (Južna ravnica). 
Razlika između Marsove najviše i najniže točke iznosi gotovo 30 km (od vrha Olympus Monsa na nadmorskoj visini od 21,2 km do dna Hellas Planitie na nadmorskoj visini od -8,2 km). Za usporedbu, razlika između najviših i najnižih točaka na Zemlji (Mount Everest i Marijanska brazda) iznosi samo 19,7 km. U kombinaciji s različitim planetnim radijusima to znači da je Mars gotovo tri puta krupniji od Zemlje. 
Radna skupina Međunarodne astronomske unije za imenovanje planetarnih sustava odgovorna je za imenovanje obilježja Marsove površine. 

### Nulta visina
Na Zemlji se nulta visina nadmorske visine temelji na morskoj razini (geoidu). Budući da Mars nema oceane, a samim tim i ne postoji "morska razina", prikladno je definirati proizvoljnu razinu nulte visine ili "vertikalni podatak" za mapiranje površine, koja se naziva areoid.
Podatak (datum) za Mars definiran je u početku s obzirom na konstantni atmosferski tlak. Od misije Mariner 9 do 2001. godine, odabran je kao 610,5 Pa (6.105 mbar), na osnovu toga da tekućina ispod ovog tlaka nikada ne može biti stabilna (tj. trojna točka vode je pri ovom tlaku). Ova vrijednost iznosi samo 0,6% tlaka na razini mora na Zemlji. Treba imati na umu da izbor ove vrijednosti ne znači da tekuća voda postoji ispod ove nadmorske visine, nego samo da bi temperatura mogla prelaziti 273,16 K (0,01 stupanj °C).
Godine 2001. podaci Laserskog visinomjera Mars Orbitera (Mars Orbiter Laser Altimeter) doveli su do nove konvencije nulte visine definirane kao ekvipotencijalna površina (gravitacijska plus rotacijska) čija je prosječna vrijednost na ekvatoru jednaka srednjem radijusu planeta.

### Nulti meridijan
Marsov ekvator definiran je rotacijom, ali mjesto njegovog nultog meridijana je određeno, kao i Zemljino, izborom proizvoljne točke koju su prihvatili kasniji promatrači. Njemački astronomi Wilhelm Beer i Johann Heinrich Mädler odabrali su malo kružno obilježje u Sinus Meridiani (Srednji zaljev ili Meridijanski zaljev) kao referentnu točku prilikom njihove izrade prve sustavne karte Marsa. 1877. godine njihov je izbor talijanski astronom Giovanni Schiaparelli prihvatio kao nulti meridijan kada je započeo rad na svojim istaknutim mapama Marsa. Godine 1909. izrađivači efemerida odlučili su da je važnije održavati kontinuitet efemerida kao vodiča za promatranje i ta je definicija "praktički napuštena".
Nakon što su svemirske letjelice Mariner pružile opsežne snimke Marsa, 1972. Geodezijsko-kartografska skupina Mariner 9  predložila je da glavni meridijan prođe kroz središte malog kratera promjera 500 m (nazvanog Airy-0), smješten u području Sinus Meridiani duž linije meridijana koju su odredili Beer i Mädler, definirajući tako dužinu od 0,0° s preciznošću od 0,001°. Ovaj je model koristio planetografsku mrežu kontrolnih točaka koju je razvio Merton Davies iz RAND Corporation.
Kako su radiometrijske tehnike povećavale preciznost s kojom se objekti mogu nalaziti na površini Marsa, središte kružnog kratera na 500 m smatrano je nedovoljno preciznim za točna mjerenja. Radna skupina IAU za kartografske koordinate i rotacijske elemente stoga je preporučila da se utvrdi zemljopisna dužina sletača Viking 1, za koju postoje obilni radiometrijski podaci o praćenju, kao obilježavanje standardne dužine 47,95137° zapadno. Ova definicija održava položaj središta Airy-0 na 0° duljine, unutar tolerancije trenutnih kartografskih nesigurnosti.

### Marsovska dihotomija
Promatrači Marsove topografije primijetit će dihotomiju između sjeverne i južne hemisfere. Većina sjeverne hemisfere je ravna, s nekoliko udarnih kratera, a nalazi se ispod uobičajene "nulte visine". Suprotno tome, na južnoj hemisferi su planine i visoravni, uglavnom znatno iznad nulte visine. Dvije hemisfere se razlikuju po visini za 1 do 3 km. Granica koja razdvaja ta dva područja vrlo je zanimljiva geolozima. 
Jedna od istaknutih karakteristika je brdovit teren. Sadrži visoravni, brežuljke i doline ravnog poda sa zidovima visokim oko milju. Oko mnogih visoravni nalaze se velike, guste nakupine leda bogatog krhotinama u podnožju visokih značajki s blago spuštenom površinom. 

Ostale zanimljivosti su velike riječne doline i odvodni kanali koji prolaze kroz dihotomiju. 
- Svježi krater na 3,7° S I 53,4° J (19. studenog 2013.).
- Išarani teren Ismeniusa Lacusa prikazuje ravne doline i litice. Fotografija snimljena kamerom Mars Orbiter (MOC) na Mars Global Surveyoru.
- Uvećanje fotografije na lijevoj strani koja pokazuje liticu. Fotografija je snimljena kamerom visoke rezolucije Mars Global Surveyor (MGS).
- Mjesto gdje počinje akumulacija leda bogatog krhotinama. Slika se nalazi u četverokutniku Ismenius Lacus .

Sjeverna nizina čini oko jedne trećine površine Marsa i relativno je ravna, s malo udarnih kratera. Ostale dvije trećine površine Marsa čini južno gorje. Razlika u visini između polutki je dramatična. Zbog gustoće udarnih kratera, znanstvenici vjeruju da je južna hemisfera znatno starija od sjeverne ravnice. Mnogo teško krateriranih južnih gorja datira iz razdoblja teškog bombardiranja, Noahijskog doba. 
Za objašnjenje razlika predloženo je više hipoteza. Tri najčešće prihvaćene su jedan mega-udar, višestruki udari i endogeni procesi poput konvekcije plašta. Obje hipoteze vezane uz udar uključuju procese koji su se mogli dogoditi prije završetka iskonskog bombardiranja, implicirajući da krucijalna dihotomija potječe iz rane Marsove povijesti. 
Ogromna hipoteza o udaru, izvorno predložena početkom 1980-ih, susrela se sa skepticizmom zbog neradijalnog (eliptičnog) oblika udara, gdje bi kružni uzorak bio jača podrška udarima većih nebeskih tijela. No, studija iz 2008. pružila je dodatna istraživanja koja podupiru teoriju divovskog udara. Koristeći se geološkim podacima, istraživači su pronašli podršku za jedan jedini udarac velikog objekta koji je pogodio Mars pod kutom od 45 stupnjeva. Dodatni dokazi koji analiziraju marsovsku kemiju stijena za nadogradnju plašta dodatno će poduprijeti teoriju divovskog udara.

## Imenovanje područja

### Rano imenovanje
Iako su bolje zapamćeni po mapiranju Mjeseca koje su započeli 1830., Johann Heinrich Mädler i Wilhelm Beer bili su prvi "areografi". Započeli su uspostavljanjem jednom zauvijek da je većina površinskih obilježja trajna i ograničili su razdoblje Marsove rotacije. Mädler je 1840. godine kombinirao deset godina promatranja i nacrtao prvu kartu Marsa ikad napravljenu. Umjesto da daju imena raznim oznakama koje su preslikali, Beer i Mädler jednostavno su ih označili slovima; Tako je Meridijanski zaljev (Sinus Meridiani) imao obilježje "a". 
Tijekom sljedećih dvadeset godina ili više, kako su se instrumenti poboljšavali, a broj promatrača također povećavao, razna marsovska obilježja stekla su imena. Da bismo dali nekoliko primjera, Solis Lacus je bio poznat kao Oko, a Syrtis Major obično je bio poznat kao More pješčanog sata ili Škorpion. Godine 1858. je jezuitski astronom Angelo Secchi je Syrtis Major nazvao i Atlantskim kanalom. Secchi je komentirao kako "izgleda da igra ulogu Atlantika koji na Zemlji odvaja Stari kontinent od Novog" - ovo je bio prvi put kobni canale, koji na talijanskom može značiti ili "kanal" ili "umjetni kanal", bila je primijenjena na Mars. 
1867. Richard Anthony Proctor izradio je kartu Marsa, pomalo grubo, na ranijim crtežima Williama Ruttera Dawesa iz 1865., tada najboljim dostupnim crtežima Marsa. Proctor je objasnio svoj sustav nomenklature rekavši: "Na različite sam značajke primijenio imena onih promatrača koji su proučavali fizičke osobitosti koje je predstavio Mars." Evo nekih njegovih imena, uparenih s onima koje je Schiaparelli kasnije koristio u Marsovskoj karti stvorenoj između 1877. i 1886. Schiaparellijeva su imena općenito usvojena i zapravo su danas korištena imena: 
| Proctorova nomenklatura | Schiaparellijeva nomenklatura   |
| ----------------------- | ------------------------------- |
| Carevo more             | Syrtis Major                    |
| Lockyerova zemlja       | Hellas Planitia                 |
| Glavno more             | Lacus Moeris                    |
| Tjesnac Herschel II     | Sinus Sabaeus                   |
| Dawesov kontinent       | Aeria i Arabia                  |
| Ocean De La Rue         | Mare Erythraeum                 |
| Lockyerovo more         | Solis Lacus                     |
| Dawesovo more           | Titonus Lacus                   |
| Madlerov kontinent      | Chryse Planitia, Ophir, Tharsis |
| Maraldijevo more        | Maria Sirenum i Cimmerium       |
| Secchijev kontinent     | Memnonia                        |
| Hookeovo more           | Mare Tyrrhenum                  |
| Cassinijeva Zemlja      | Ausonia                         |
| Kontinent Herschel I    | Zephyria, Aeolis, Aethiopis     |
| Zemlja Hind             | Libya                           |

Proctorova nomenklatura često je kritizirana, uglavnom zbog toga što je mnogo njegovih imena častilo engleske astronome, ali i zato što je više puta koristio mnoga imena. Dawes se osobno pojavio šest puta (Dawesov ocean, Dawesov kontinent, Dawesovo more, Dawesov tjesnac, Dawesov otok i Dawesov zaljev). Unatoč tome, Proctorova imena nisu bez šarma, a svi njegovi nedostaci bili su temelj na kojem će ih kasniji astronomi poboljšati. 

### Moderna nomenklatura
Danas imena marsovskih obilježja potječu iz brojnih izvora, ali imena velikih obilježja potječu prvenstveno iz karata Marsa koje je 1886. napravio talijanski astronom Giovanni Schiaparelli. Schiaparelli je imenovao veće značajke Marsa prvenstveno koristeći imena iz grčke mitologije, a u manjoj mjeri i iz Biblije. Marsove velike albedo značajke zadržavaju mnoga starija imena, ali često se ažuriraju kako bi odražavala nova saznanja o prirodi tih značajki. Na primjer, 'Nix Olympica' (Snjegovi Olimpa) postali su Olympus Mons (Planina Olimp). 
Veliki marsovski krateri nazvani su po važnim znanstvenicima i piscima znanstvene fantastike; manji su nazvani po gradovima i selima na Zemlji. 
Različiti oblici kopna koje su proučavali Mars Exploration Rovers dobivaju privremena imena ili nadimke kako bi ih se identificiralo tijekom istraživanja i istrage. Međutim, postoji nada da će Međunarodna astronomska unija trajno imenovati nazive nekih glavnih obilježja, poput brda Columbia, koje je dobilo ime po sedmoro astronauta koji su poginuli u katastrofi u svemirskom raketoplanu Columbia.

## Daljnja literatura
- Sheehan, William, "Planet Mars: Povijest promatranja i otkrića"  Arhivirana inačica izvorne stranice od 11. rujna 2017. (Wayback Machine) (cjeloviti online tekst) Sveučilište Arizona Press, Tucson. 1996.

## Vanjske poveznice
- Google Mars - Google Maps za Mars s istaknutim različitim značajkama površine i zanimljivim mjestima
- Mars/THEMIS karte - Državno sveučilište Arizona
- Marsove karte
- Prototip MEC-1
- Povijesni globusi Crvenog planeta
- 3D karta Marsa
- Predstavlja udaljenosti i visine značajki/NASA
- Podrijetlo imena kratera na Marsu